# 久伊豆神社 (さいたま市岩槻区真福寺)
久伊豆神社（ひさいずじんじゃ）は、埼玉県さいたま市岩槻区の神社。

## 歴史
創建年代は不明である。ただ江戸時代後期の地誌『新編武蔵風土記稿』には掲載されていることから、少なくとも江戸時代後期には既に存在していたものと推測される。同市同区の正蔵院が別当寺であった。
ちなみに当社の所在地「真福寺」という地名は、かつて「真福寺」という寺があったことに由来する。既に廃寺となっており、その跡地も不明である。
1873年（明治6年）、近代社格制度に基づく「村社」に列せられた。

## 交通アクセス
- 路線バス城南小学校入口停留所より徒歩7分。